# Thomas Hamilton (7e comte de Haddington)
Thomas Hamilton, 7e comte de Haddington (1721 - 19 mai 1794) est un noble écossais.

## Biographie
Thomas Hamilton est le fils de Charles Hamilton (lord Binning) et Rachel Baillie de Mellerstain House et Jerviswood. Lord Binning est mort avant son père Thomas Hamilton (6e comte de Haddington) en 1732, et à compter de cette date jusqu'en 1735, année de la mort de son grand-père, Hamilton est connu sous le nom de Lord Binning, puis de Lord Haddington.
Il s'inscrit à St Mary Hall, Oxford, le 30 avril 1737 et a beaucoup voyagé sur le continent. Il réside à Rome puis à Genève, où il devient une partie de ce qu'on appelait la "salle commune" impliquant Benjamin Stillingfleet, entre autres.
Il revient en Écosse en 1744 mais ne participe pas beaucoup à la vie publique. Il meurt à Ham, Londres, le 19 mai 1794. Son fils Charles Hamilton (8e comte de Haddington) lui succède.

## Mariage et descendance
Lord Haddington s'est marié deux fois. Tout d'abord, le 28 octobre 1750, à Mary Lloyd (décédée en 1785), veuve de Gresham Lloyd et fille de Rowland Holt, de Suffolk. Mary Lloyd a déjà une fille, Mary également, de son mariage avec John Leslie (10e comte de Rothes), cousin germain du père de Haddington. Par Mary Lloyd, il a :
- Charles Hamilton (8e comte de Haddington)
- Thomas Hamilton (1758-1774)

Haddington épouse ensuite Anne Gascoigne, fille de Charles Gascoigne et a Charlotte Hamilton (1790-1793)